# 青井明
青井 明（あおい あきら）は、日本の大学教授。国際基督教大学名誉教授。専門は、フランス語学、言語学。

## 人物・経歴
1966年、暁星高等学校卒業。上智大学文学部フランス文学科卒業。同大学大学院修士課程言語学専攻修了（文学修士）。パリ第7大学博士課程言語学専攻修了（Ph.D）。国際基督教大学教養学部教授言語科学デパートメント長等を経て、同大学名誉教授に就任。日本フランス語学会編集委員、フランス政府給費留学生試験面接委員、日本フランス語教育学会、日本フランス語フランス文学会等の委員を歴任。